# Pietro Dubois
Pietro Dubois, in francese Pierre Dubois (Normandia, 1255 circa – 1312), è stato un giurista francese, consigliere di Filippo il Bello e tra i fondatori della dottrina del regalismo.

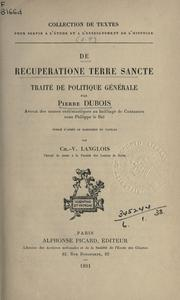
De Recuperatione terre sancte

Venne educato all'Università di Parigi, dove venne in contatto con Tommaso d'Aquino e Sigieri da Brabante.
Scrisse vari trattati di argomenti disparati, dalla liberazione della Terrasanta, a un sistema per abbreviare le guerre e gli si attribuisce anche uno scritto anonimo nel quale Papa Bonifacio VIII viene accusato di eresia per essersi attribuito, oltre al potere spirituale, anche quello temporale.
Era giudicato come estremista anche nella cerchia del re, però nei suoi scritti, assieme a quelli di Guglielmo di Nogaret, venne riconosciuta la fondazione dei concetti che avrebbero portato alla politica e allo Stato moderno.